# Michel Joseph
Michel Joseph, né le 1er mars 1988 (à Saint-Michel-de-l'Attalaye), est un journaliste spécialisé dans les reportages à caractère social et présentateur à la Radio Télévision Caraïbes. Avec son métier, entre 2015 et 2020, il a pu réunir une vingtaine de familles haïtiennes divisées par l'adoption. 

## Biographie
Michel Joseph a fait ses études primaires à l’École Immaculée conception, ensuite des études  secondaires au Lycée Boukman, puis au Collège Bell Angelot du Cap-Haïtien. Par la suite, en 2008, il a étudié le journalisme à l’Institut Supérieur de Communication de langue Française en Haïti. 
En 2009, il a commencé sa carrière de journaliste à Radio Tropic FM, puis a rejoint la Radio Télévision Caraïbes
En 2016, avec Sheilla Louis Joseph, il a créé Report’Art qui est une structure œuvrant dans le domaine de la formation  des jeunes journalistes haïtiens avec un accent particulier sur la qualité en matière de production de reportages  en Haïti. En 2020, il lance une structure qu'il nomme : Voie d'espoir. Il en parle en ces termes : « Après plus de 5 ans à aider des adoptés à se reconnecter avec leurs familles en Haïti, aujourd'hui, il est temps de transformer cette passion en mission: celle de créer un plus large espace d'échange, d'écoute, de soutien, d'accompagnement et d'entraide à tous les adoptés nés en Haïti et qui cherchent à se reconnecter à leurs origines »

### Prix et récompenses
- 2014 : Prix de « meilleur journaliste à Radio Caraïbes FM »[7]
- 2015 : Lauréat de la première édition du Prix « Jeune journaliste haïtien», catégorie Presse radiophonique, organisé par le bureau régional de l’Organisation internationale de la francophonie (OIF), pour son reportage « Enfants exploités »[8]
- 2015 : Lauréat du prix « Roc Cadet » de SOS Liberté[7]
- 2016 : Premier lauréat dans la catégorie personnalité Radio TV & Internet, et lauréat du «Super Prix Jeunesse de la francophonie 3535»[9]
- 2016 : Lauréat haïtien du prix Philippe Chaffanjon du reportage multimédia haïtien pour l’année. Prix qu'il a reçu dans les locaux de Radio France à Paris (France) pour son reportage « Adoption en Haïti – Cri de désespoir »[10],[11],[12],[13]
- 2018 : Classé parmi les 10 jeunes journalistes les plus remarquables pour l'année 2018 en Haiti, par un magazine local[14].

### Ses œuvres (Reportages)
- SexFriend: On en parle en Haiti[15]
- Yaisah Micaela Val, Première Femme transsexuelle connue en Haïti[16]
- Haiti: Harcèlement sexuel au travail:Des femmes haïtiennes souffrent en silence[17]
- Études à l'étranger : Des jeunes Haïtiens errent entre défis et adaptation[18]
- Masturbation, entre tabou, mythe et réalité Dans la société haïtienne[19]
- Insatisfaction sexuelle : Des femmes brisent le silence, des hommes demeurent préoccupés[20]
- Madan Papa[21],[22]
- Haiti: « LIMENA » une catégorie de femmes à part[23] ?
- Johny Duverger : Mon handicap, mon métier